# La Mesilla
La Mesilla är en ort i Mexiko.   Den ligger i kommunen Frontera Comalapa och delstaten Chiapas, i den sydöstra delen av landet, 800 km sydost om huvudstaden Mexico City. La Mesilla ligger 851 meter över havet och antalet invånare är 146.
Terrängen runt La Mesilla är varierad. Runt La Mesilla är det ganska tätbefolkat, med 108 invånare per kvadratkilometer. Närmaste större samhälle är Frontera Comalapa, 7,1 km öster om La Mesilla. I omgivningarna runt La Mesilla växer huvudsakligen savannskog.